# Corbeil, Marne
Corbeil là một xã trong tỉnh Marne, thuộc vùng Grand Est của nước Pháp, có dân số là 104 người (thời điểm 1999).

## Thông tin nhân khẩu
| 1962 | 1968 | 1975 | 1982 | 1990 | 1999 |
| ---- | ---- | ---- | ---- | ---- | ---- |
| 140  | 140  | 133  | 118  | 113  | 104  |